# کودرون سی.۶۹۰
کودرون سی. ۶۹۰ (به انگلیسی: Caudron_C.690) یک هواگرد ملخ‌پیشین تک‌موتوره از نوع جنگنده آموزشی ساخت شرکت Caudron است. هواگرد کودرون سی. ۶۹۰ نخستین پروازش را در ۱۸ فوریه ۱۹۳۶ میلادی انجام داد. در مجموع، تعداد ۱۹ فروند از این هواگرد ساخته شده‌است.
طراح این هواگرد، Marcel Riffard بود.